# Sphaeronella hebe
Sphaeronella hebe is een eenoogkreeftjessoort uit de familie van de Nicothoidae. De wetenschappelijke naam van de soort is voor het eerst geldig gepubliceerd in 1968 door Bowman & Kornicker.